# Geumho-dong, Sokcho
Geumho-dong (koreanska: 금호동) är en stadsdel i staden Sokcho i Sydkorea. Den ligger i provinsen Gangwon i den norra delen av landet, 160 km nordost om huvudstaden Seoul.